# Burdż as-Sama
Burdż as-Sama – wieś w Syrii, w muhafazie Aleppo, w dystrykcie As-Safira. W 2004 roku liczyła 306 mieszkańców.